# Schöneberg station
Schöneberg station är en järnvägsstation i stadsdelen Schöneberg, Berlin. Stationen trafikeras av flera olika pendeltågslinjer i två olika plan, dels på Ringbahn samt även på Wannseebahn. Stationen öppnades 1933. Som ett resultat av Reichsbahn-strejken 1980 stängdes både Ringbahn och Wannseebahn. Det var först efter att BVG tagit över Västberlins S-Bahn som Wannseebahn kunde öppnas igen 1985. Trafiken på Ringbahn återupptogs först 1993, fyra år efter Berlinmurens fall.

## Bilder

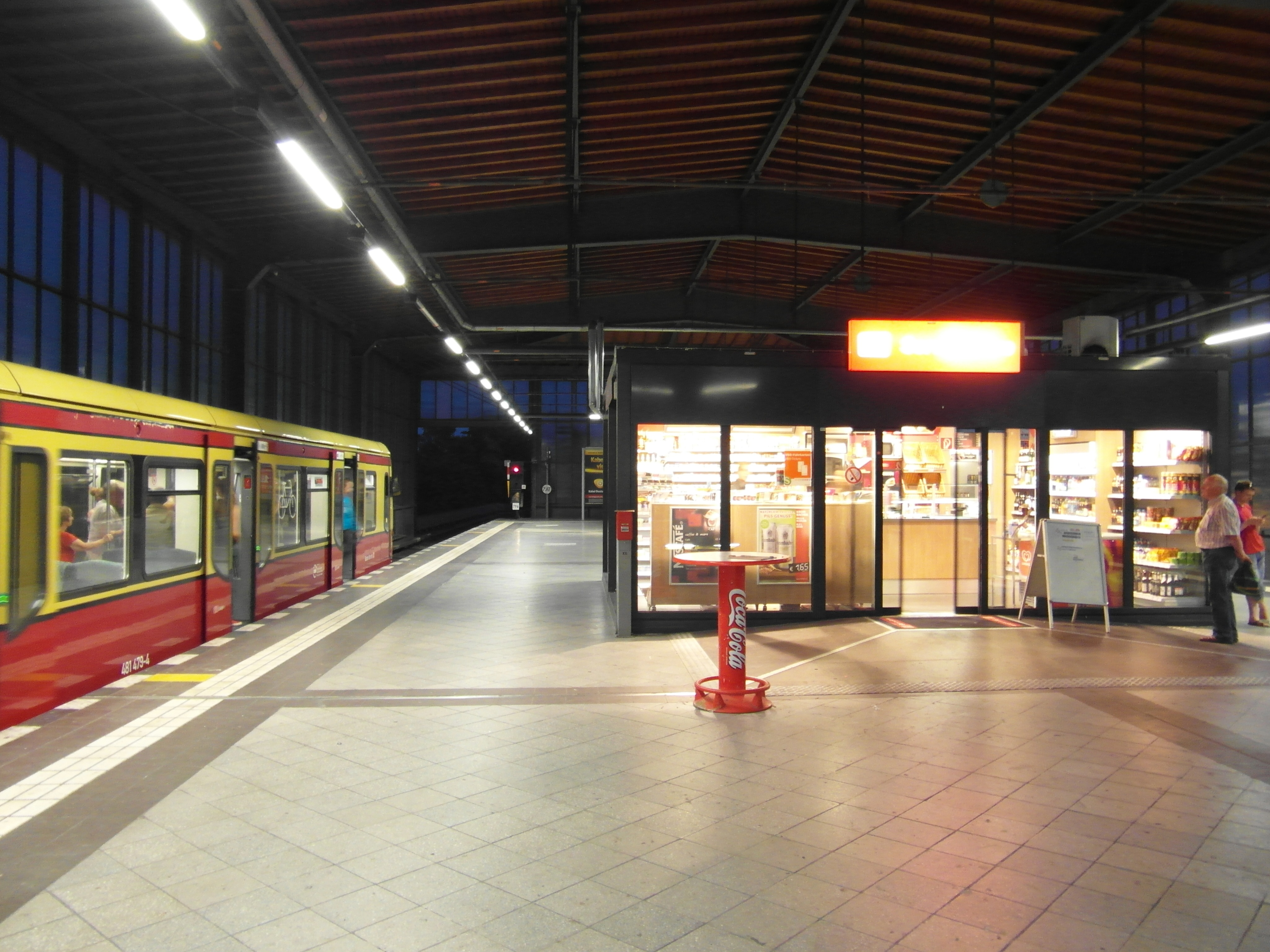
Övre plan
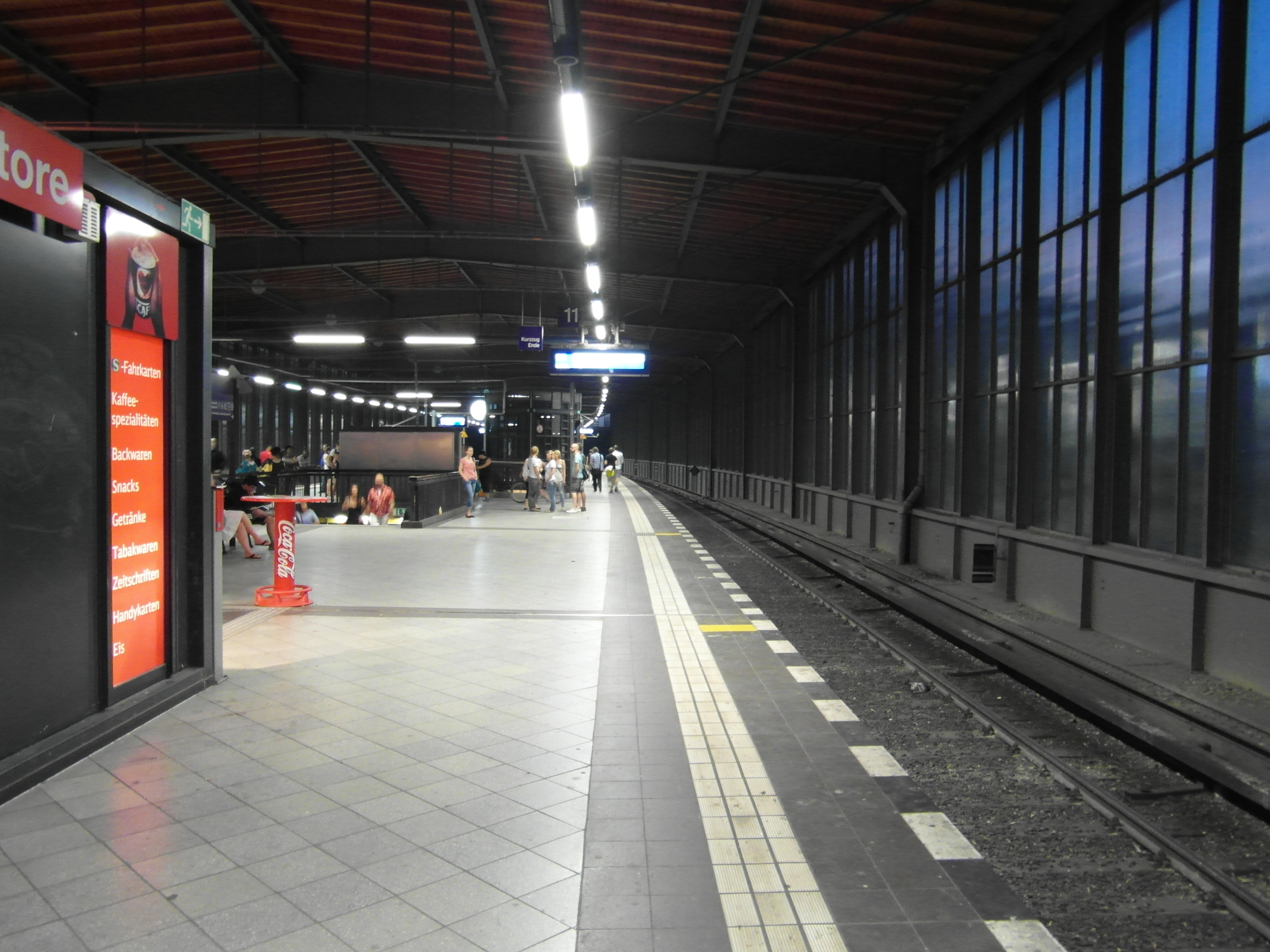
Övre plan
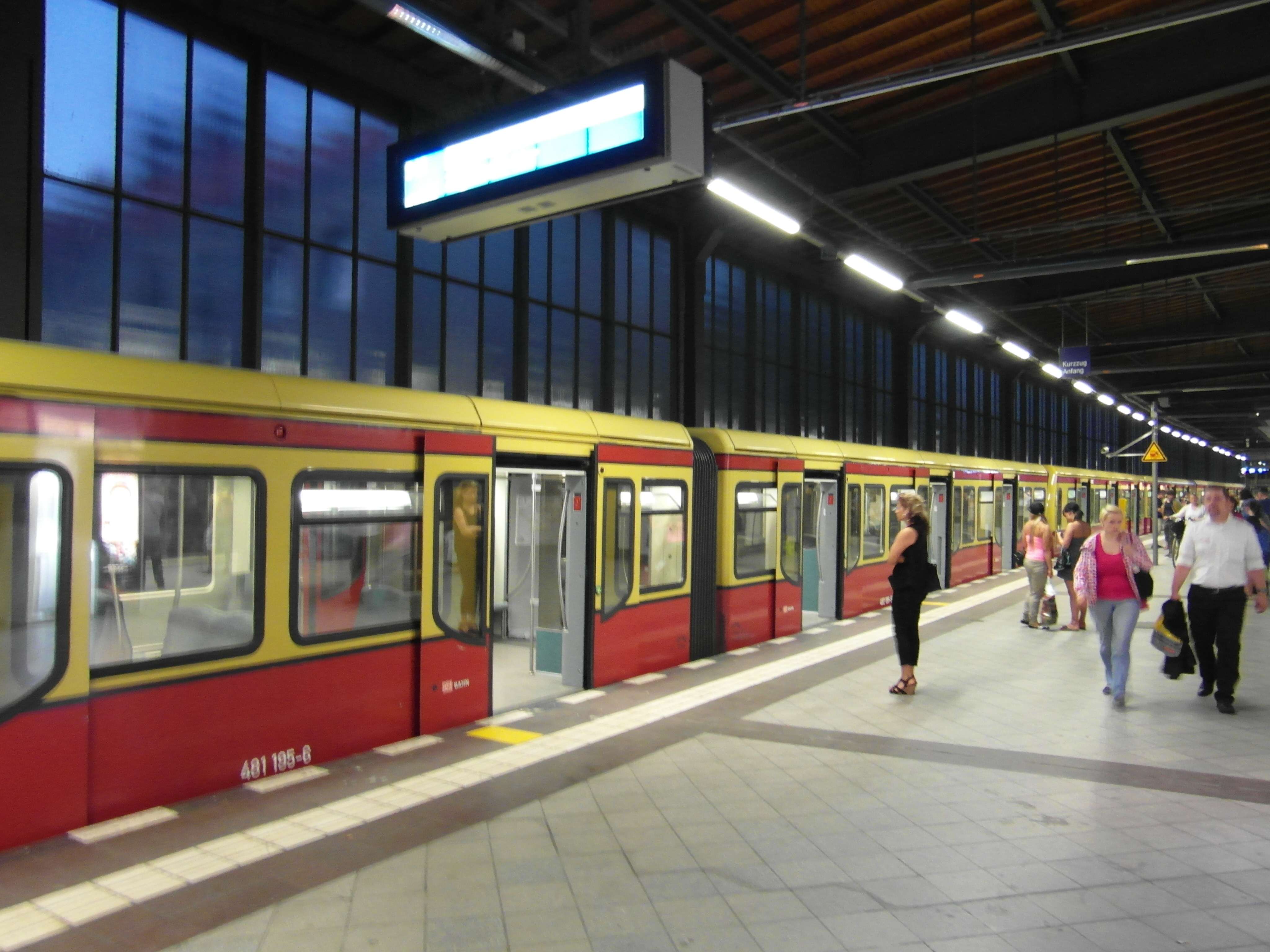
Övre plan
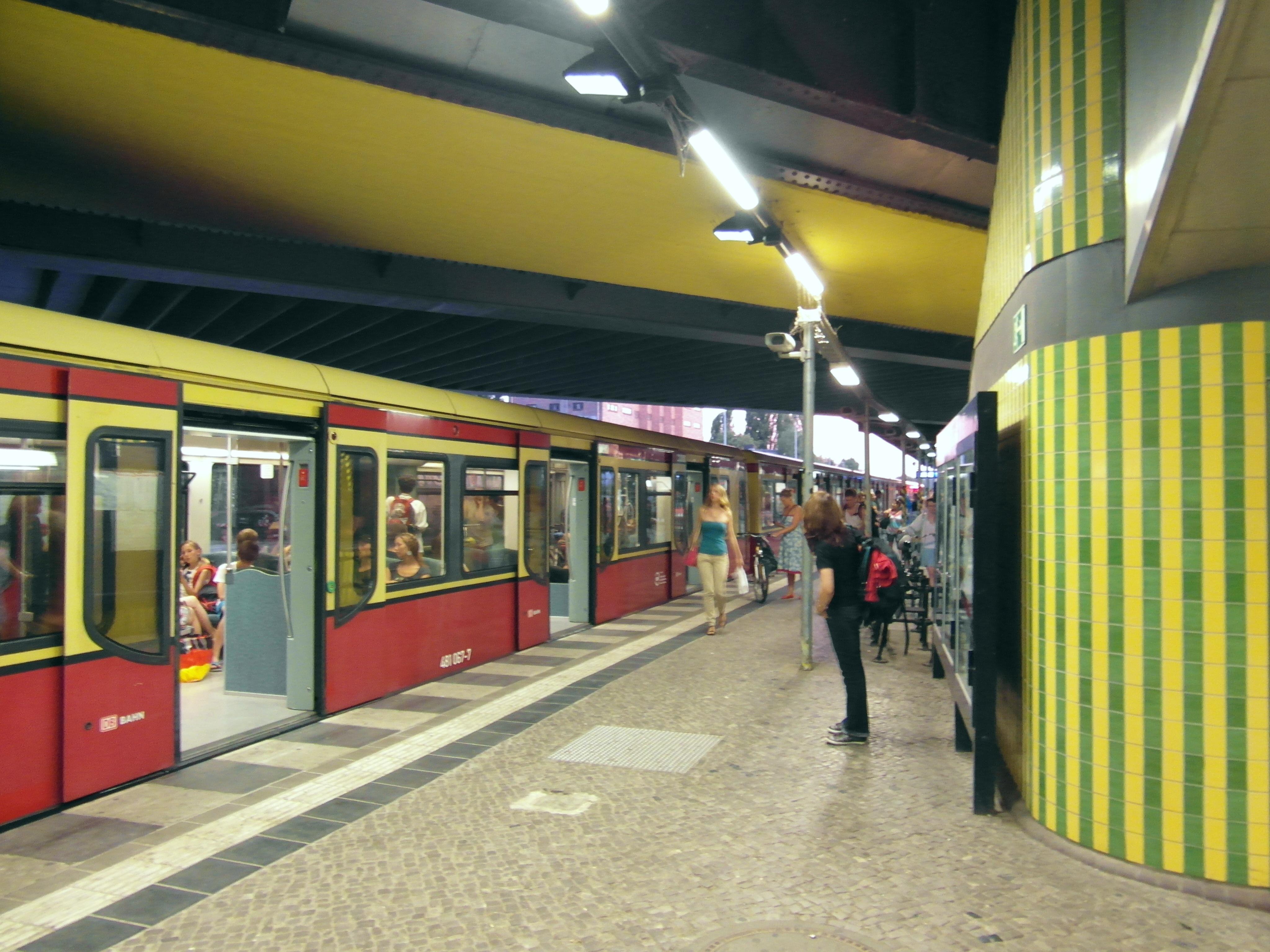
Nedre plan
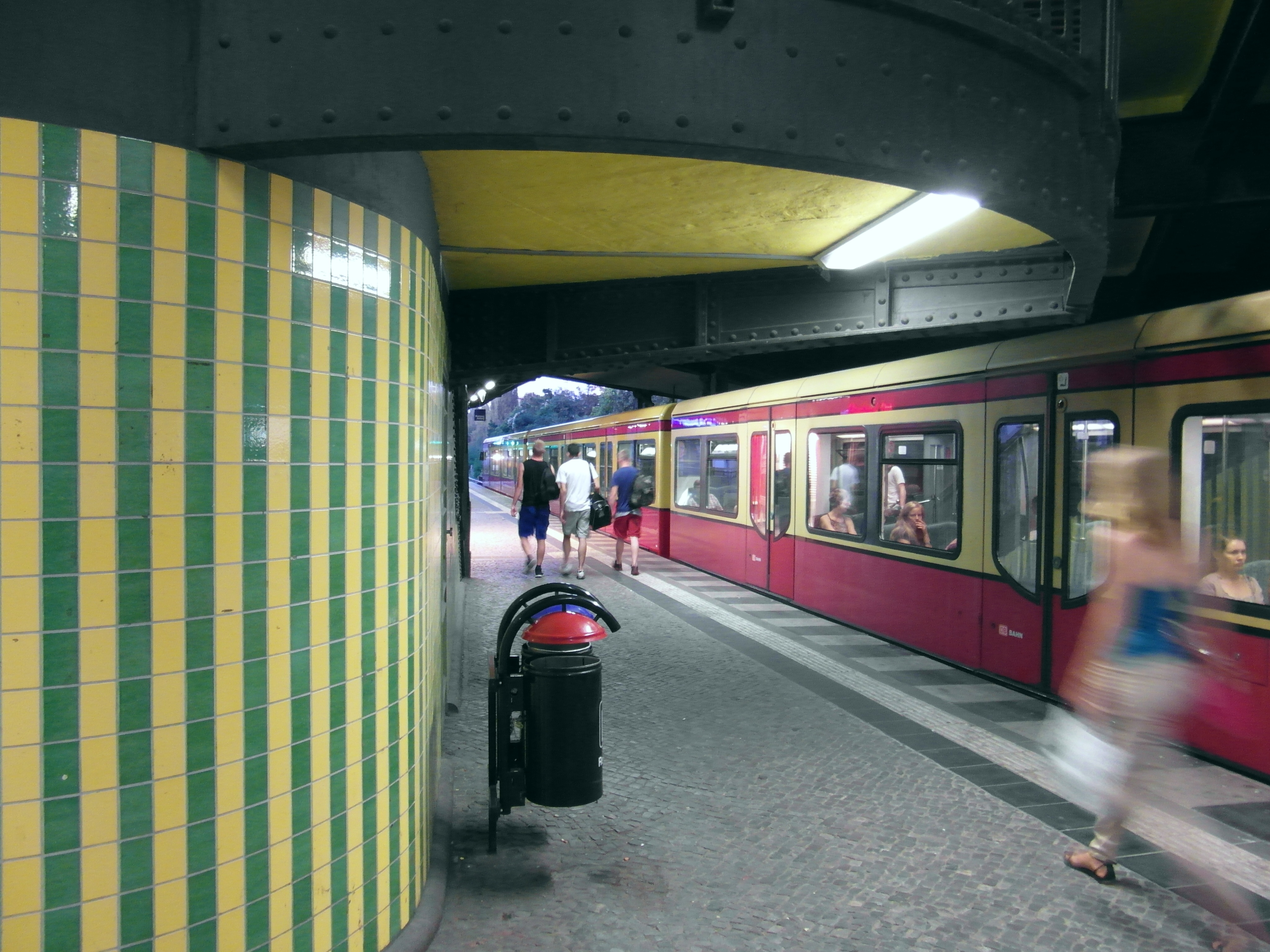
Nedre plan
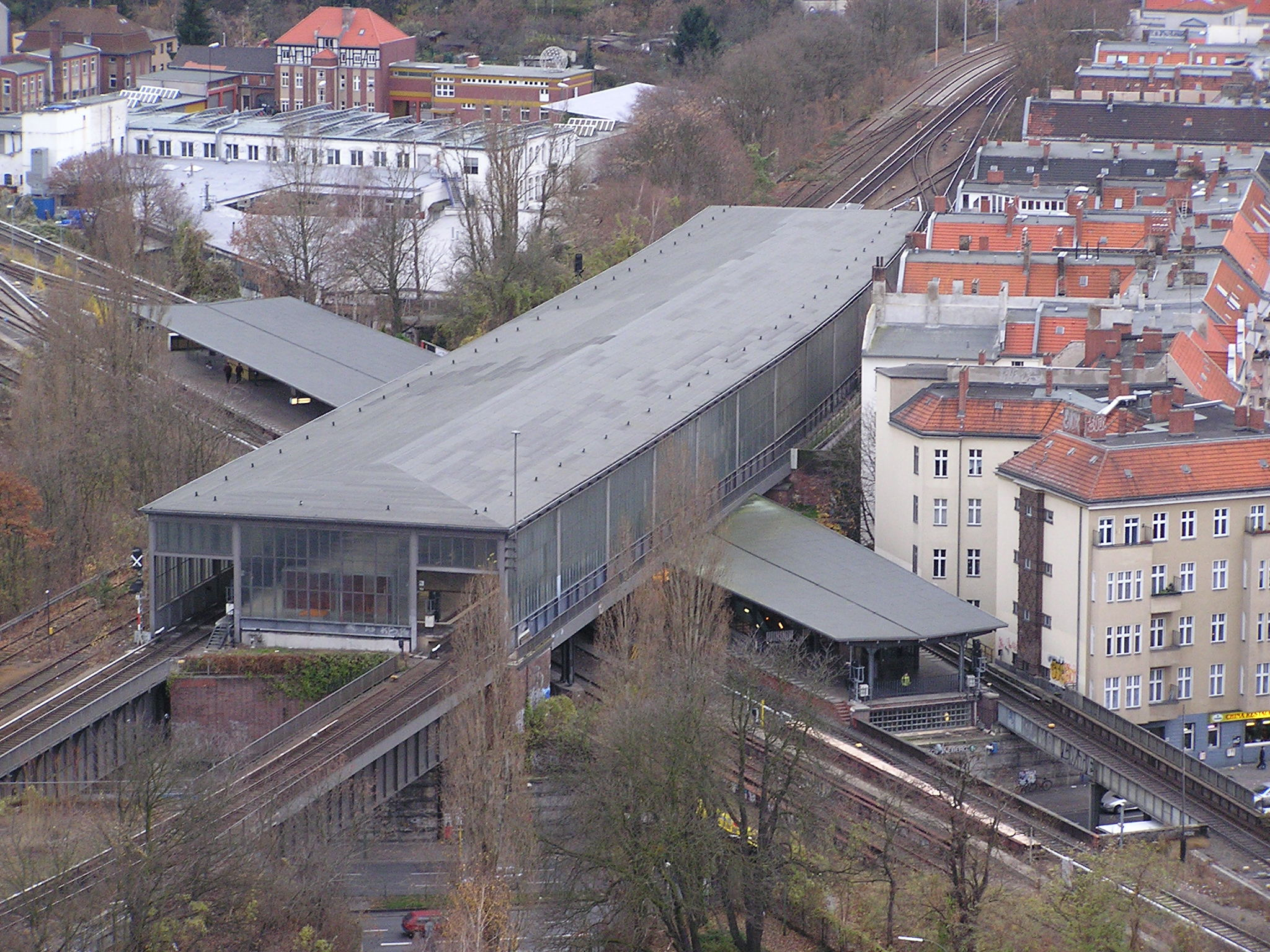
Övre och nedre perrongen
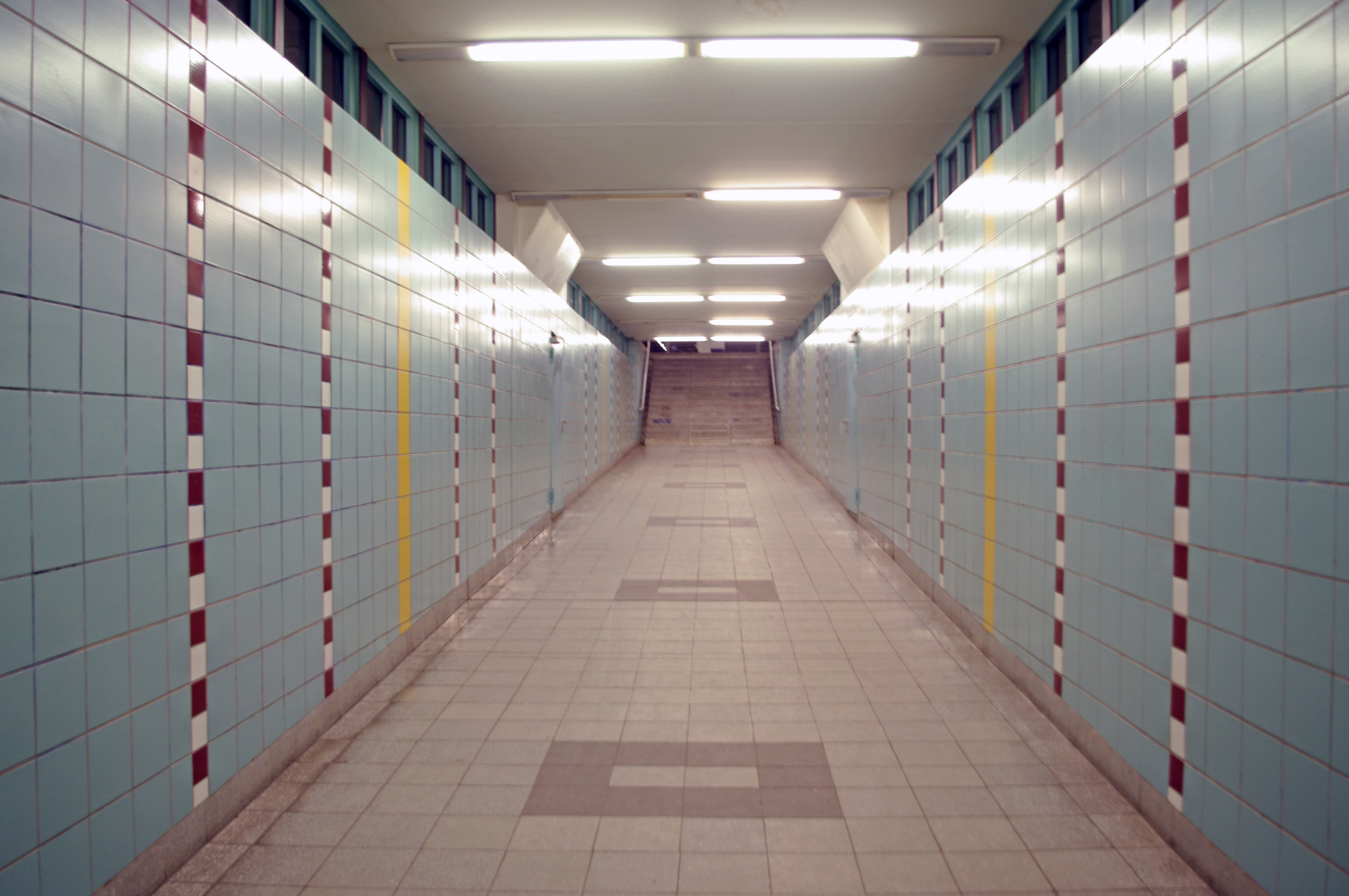
Utgång Ebersstrasse
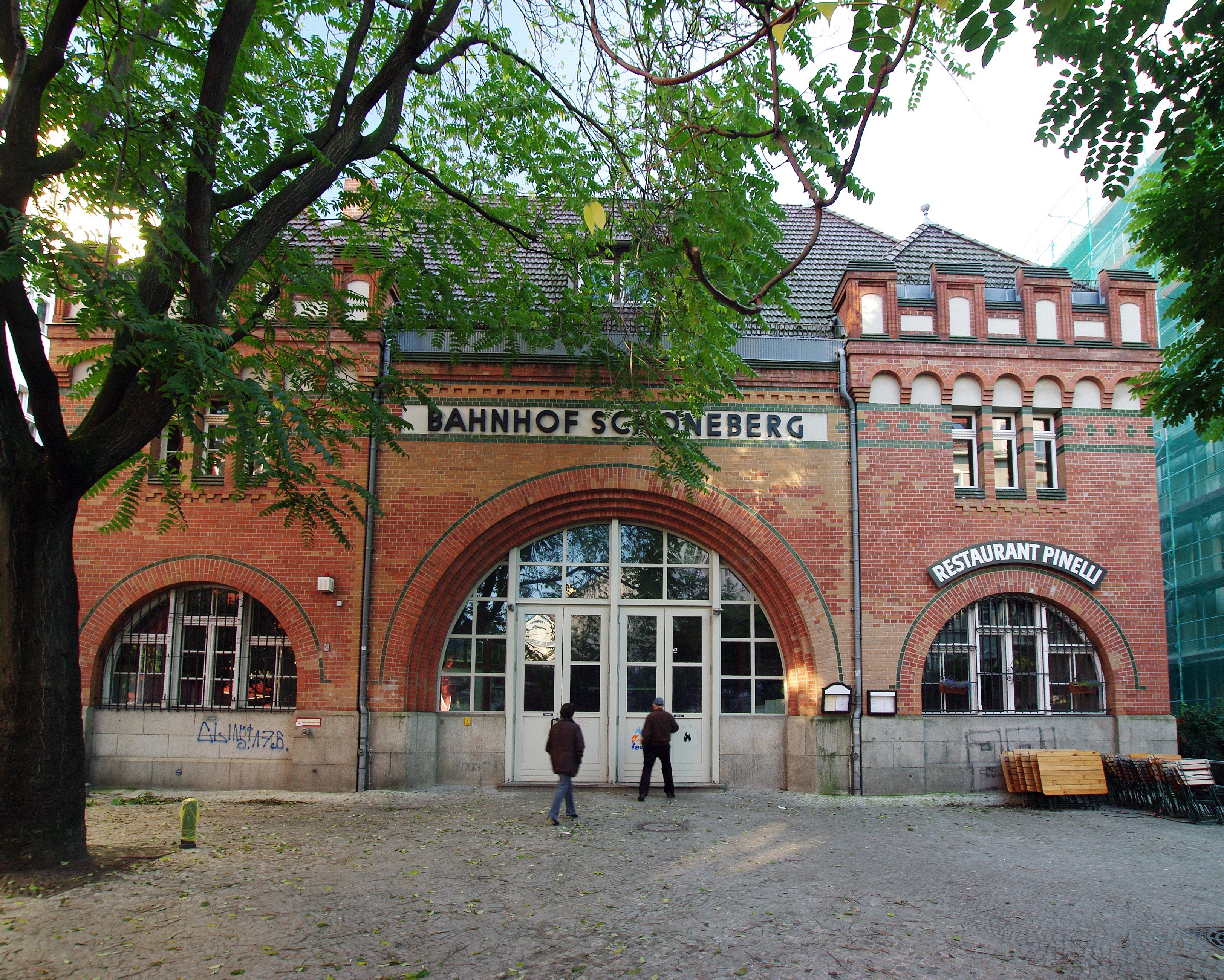
Entré